# Ljubow Alexandrowna Bruletowa

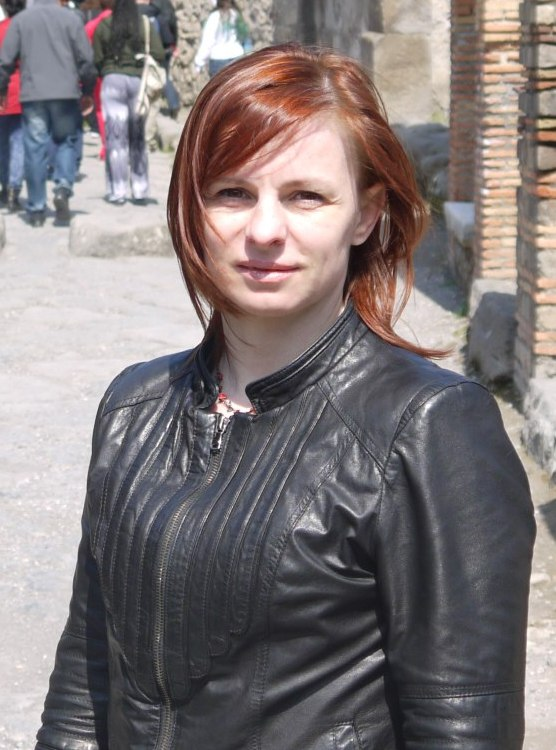
Ljubow Bruletowa

Ljubow Alexandrowna Bruletowa (russisch Любовь Александровна Брулетова; * 17. September 1973 in Iwanowo) ist eine ehemalige russische Judoka. Sie trat im Superleichtgewicht (bis 48 kg) an. 2003 war sie in dieser Gewichtsklasse Europameisterin.

## Sportliche Karriere
Noch für die Sowjetunion startend belegte Bruletowa 1990 den dritten Platz bei einem internationalen Juniorenturnier in Lipezk. 1992 gewann sie ihren ersten russischen Meistertitel, weitere Titel folgten 1996, 1997 und von 1999 bis 2002. 1995 gewann sie die offenen Meisterschaften der Niederlande und Israels. Im gleichen Jahr belegte sie den dritten Platz bei der Universiade in Fukuoka.
1999 verlor Bruletowa bei den Europameisterschaften in Bratislava gegen die Schweizerin Monika Kurath, gewann danach aber drei Kämpfe in der Hoffnungsrunde und erhielt die Bronzemedaille. Ebenfalls Bronze erkämpfte die russische Mannschaft bei den Teameuropameisterschaften 1999. 2000 gewann sie in Sofia ihr erstes Weltcup-Turnier. Bei den Europameisterschaften 2000 in Breslau erreichte sie das Finale und erhielt die Silbermedaille nach ihrer Niederlage gegen die Rumänin Laura Moise. Bei den Olympischen Spielen 2000 in Sydney schlug sie im Viertelfinale die Kubanerin Amarilis Savón und im Halbfinale die Deutsche Anna-Maria Gradante. Im Finale traf sie auf die Japanerin Ryōko Tani, nach 36 Sekunden des Finales hatte Tani gewonnen. 
2003 gewann Bruletowa das Finale bei den Europameisterschaften in Düsseldorf gegen die Italienerin Giuseppina Macrì. 2004 siegte sie beim Weltcup-Turnier in Tallinn. Bei den Olympischen Spielen 2004 in Athen unterlag sie in ihrem zweiten Kampf der Polin Anna Żemła-Krajewska. Bruletowas aktive Laufbahn endete 2004, sie arbeitet seither als Judotrainerin.